# Henriette (film)
Henrietta (La fête à Henriette) è un film del 1952 diretto da Julien Duvivier.

## Trama
Nel tentativo di scrivere una valida storia per il loro prossimo film due sceneggiatori inventano per i protagonisti, Henriette e Maurice, una serie di rocambolesche avventure.

## Remake
Il film è stato oggetto di ispirazione per la realizzazione del film statunitense Insieme a Parigi (Paris, When It Sizzles), diretto da Richard Quine e uscito nel 1964.